# Lacul lebedelor (film-balet din 1957)
Lacul lebedelor (titlul original: în rusă Лебединое озеро, transliterat: Lebedinoe ozero) este un film sovietic de balet, 
realizat în 1957 de regizoarea Zoe Tulubieva, pe muzica compozitorului Piotr Ilici Ceaikovski, protagoniști fiind balerinii Maia Plisețkaia, Nikolai Fadeecev.

## Distribuție
- Maia Plisețkaia – Odette / Odilia
- Nikolai Fadeecev – Prințul Siegfried
- Viktor Homiakov – Rotbart
- Viktor Levașev – Bufonul